# Alya WTA Malaysian Open 2017
L'Alya WTA Malaysian Open 2017 è stato un torneo femminile di tennis giocato sul cemento. È stata l'8ª edizione del torneo, appartenente alla categoria International nell'ambito del WTA Tour 2017. Si è giocato al Royal Selangor Golf Club di Kuala Lumpur, in Malaysia, dal 27 febbraio al 5 marzo 2017.

## Partecipanti

### Teste di serie
| Nazionalità | Giocatrice           | Ranking* | Testa di serie |
| ----------- | -------------------- | -------- | -------------- |
| Ucraina     | Elina Svitolina      | 13       | 1              |
| Spagna      | Carla Suárez Navarro | 14       | 2              |
| Francia     | Caroline Garcia      | 24       | 3              |
| Cina        | Peng Shuai           | 57       | 4              |
| Cina        | Duan Yingying        | 68       | 5              |
| Cina        | Wang Qiang           | 76       | 6              |
| Belgio      | Elise Mertens        | 80       | 7              |
| Turchia     | Çağla Büyükakçay     | 81       | 8              |

* Ranking al 20 febbraio 2017.

### Altre partecipanti
Le seguenti giocatrici hanno ricevuto una wild card per il tabellone principale:
- Zarina Dijas
- Katarina Zavac'ka
- Zheng Saisai

Le seguenti giocatrici sono entrati nel tabellone principale passando dalle qualificazioni:

- Ashleigh Barty
- Jang Su-jeong
- Anna Kalinskaja
- Miyu Katō
- Lesley Pattinama Kerkhove
- Sabina Sharipova

## Campionesse

### Singolare
Ashleigh Barty ha sconfitto in finale  Nao Hibino con il punteggio di 6-3, 6-2.
- È il primo titolo in carriera per Barty.

### Doppio
Ashleigh Barty /  Casey Dellacqua in finale hanno sconfitto  Nicole Melichar /  Makoto Ninomiya con il punteggio di 7–6(3), 6-3.